# Trachelipus radui
Trachelipus radui este o specie de insectă din genul Trachelipus aparținând familiei Trachelipodidae. Specia, descrisă în anul 2000, este endemică României.